# حجرة العليا (العدين)

تعديل مصدري - تعديل

حجرة العليا محلة تابعة لقرية اجحم، التابعة لعزلة بني عوض بمديرية العدين إحدى مديريات محافظة إب في الجمهورية اليمنية، بلغ تعداد سكانها 99 حسب تعداد اليمن لعام 2004.